# レフ・イワノフ
レフ・イワノヴィッチ・イワノフ（ロシア語: Лев Ива́нович Ива́нов、1834年3月2日（新暦）/2月18日（旧暦） - 1901年12月24日（新暦）/12月11日（旧暦））は、ロシアのバレエダンサー、振付家である。ロシア帝室バレエ団の第二バレエマスターとなった。帝室バレエ団では、『ラ・フィユ・マル・ガルデ』の慈善興行で代役として出演したことで注目を集めた。バレエ振付師としても知られ、『小さな白鳥たちの踊り』を含む『白鳥の湖』の第2幕と第4幕、『シンデレラ』の第2幕、『くるみ割り人形』の振付をマリウス・プティパと共同で担当した。

## 生涯
1834年にモスクワで生まれた。モスクワ舞踊学校に入学したが、1844年にサンクトペテルブルクに移って帝室バレエ団でバレエを学び、1852年にはコール・ド・バレエ（バレエ団の構成員）の一員となった。この時期の師匠には、ジャン＝アントワーヌ・プティパ、アレクサンドル・ピメノフ、ピエール・フレデリック・マラヴェルニュ、エミール・グレドルなどがいる。
イワノフは、1892年にチャイコフスキーのバレエ『くるみ割り人形』の初演において、バレエ界の巨匠マリウス・プティパが体調不良のため、全ての振付を担当したとされている。この件については、現在でもいくつかの説があるが、『ニューグローヴ世界音楽大事典』第2版には、プティパの仕事があまり進んでいなかったため、イワノフが全てではないが大部分の振付を担当したと記載されている。 イワノフが実際に行った仕事の量はともかく、サンクトペテルブルクで行われた初演のポスターには、振付家としてプティパの名前だけが記載されていた。
イワノフは、1895年にチャイコフスキーの『白鳥の湖』の再演をプティパと共同で行った。イワノフは第2幕と第4幕の全幕を振付した。この中に含まれる『小さな白鳥たちの踊り』は、4羽の白鳥が身を寄せ合って一体となって踊り、鎖を切って飛ぼうとする前に床に落ちてしまうという象徴的な『パ・ド・カトル』の踊りである。また、イワノフは第3幕のナポリの踊りとハンガリーの踊りの振付も担当している。
晩年のイワノフは金銭的に苦しんでいた。彼は50年間勤続したことを理由に、帝国劇場に援助を要請した。